# RuPaul's Drag Race: UK vs the World (seconda edizione)
La seconda edizione di RuPaul's Drag Race: UK vs the World è andata in onda sulla rete televisiva BBC Three dal 9 febbraio al 29 marzo 2024.
Il 13 gennaio 2024 sono state annunciate le undici concorrenti, provenienti da diverse versioni internazionali del programma, in competizione per ottenere il titolo di Queen of the World.
Tia Kofi, vincitrice dell'edizione, ha guadagnato come premio 50000 £, una corona e uno scettro di Fierce Drag Jewel.

## Concorrenti
Le undici concorrenti che prendono parte al reality show sono:
| Concorrente                | Vero nome                     | Età | Città                   | Edizione originale      | Posizionamento edizione originale | Posizionamento |
| -------------------------- | ----------------------------- | --- | ----------------------- | ----------------------- | --------------------------------- | -------------- |
| Tia Kofi                   | Lawrence Bolton               | 32  | Essex – Regno Unito     | 2ª edizione UK          | 7º posto                          | Vincitrice     |
| Hannah Conda               | Chris Collins                 | 31  | Sydney – Australia      | 2ª edizione Down Under  | Finalista                         | 2º posto       |
| La Grande Dame             | Yannick Martin Androf         | 23  | Nizza – Francia         | 1ª edizione France      | Finalista                         | 3º/4º posto    |
| Marina Summers             | Adrian Matthew Guinto Alabado | 26  | Makati – Filippine      | 1ª edizione Philippines | 2º posto                          | 3º/4º posto    |
| Scarlet Envy               | Jacob James Grady             | 30  | Brooklyn – Stati Uniti  | 11ª edizione USA        | 10º posto                         | 5º posto       |
| Scarlet Envy               | Jacob James Grady             | 30  | Brooklyn – Stati Uniti  | 6ª edizione All Stars   | 9º posto                          | 5º posto       |
| Choriza May                | Adrian Martin                 | 31  | Newcastle – Regno Unito | 3ª edizione UK          | 6º/7º posto                       | 6º posto       |
| Gothy Kendoll              | Sam Handley                   | 25  | Leicester – Regno Unito | 1ª edizione UK          | 10º posto                         | 7º posto       |
| Keta Minaj                 | Bobby Snijder                 | 42  | Amsterdam – Paesi Bassi | 2ª edizione Holland     | 4º posto                          | 8º posto       |
| Jonbers Blonde             | Andrew Glover                 | 33  | Belfast – Regno Unito   | 4ª edizione UK          | 3º/4º posto                       | 9º posto       |
| Arantxa Castilla La Mancha | Arantxa Méndez García         | 25  | Madrid – Spagna         | 1ª edizione España      | 7º posto                          | 10º posto      |
| Mayhem Miller              | Dequan Johnson                | 41  | Riverside – Stati Uniti | 10ª edizione USA        | 10º posto                         | 11º posto      |
| Mayhem Miller              | Dequan Johnson                | 41  | Riverside – Stati Uniti | 5ª edizione All Stars   | 7º posto                          | 11º posto      |

## Tabella eliminazioni
| 1  | Marina  | Dame    | Scarlet | Tia     | Marina  | Marina  | Hannah  | Tia Kofi       |  |  |  |  |
| 2  | Dame    | Keta    | Tia     | Hannah  | Tia     | Hannah  | Tia     | Hannah Conda   |  |  |  |  |
| 3  | Choriza | Marina  | Gothy   | Scarlet | Dame    | Dame    | Dame    | La Grande Dame |  |  |  |  |
| 4  | Keta    | Jonbers | Marina  | Choriza | Hannah  | Tia     | Marina  | Marina Summers |  |  |  |  |
| 5  | Jonbers | Tia     | Hannah  | Marina  | Scarlet | Scarlet | Scarlet |                |  |  |  |  |
| 6  | Arantxa | Scarlet | Choriza | Dame    | Choriza | Choriza |         |                |  |  |  |  |
| 7  | Tia     | Gothy   | Dame    | Gothy   | Gothy   |         |         |                |  |  |  |  |
| 8  | Hannah  | Hannah  | Keta    | Keta    |         |         |         |                |  |  |  |  |
| 9  | Scarlet | Choriza | Jonbers |         |         |         |         |                |  |  |  |  |
| 10 | Gothy   | Arantxa |         |         |         |         |         |                |  |  |  |  |
| 11 | Mayhem  |         |         |         |         |         |         |                |  |  |  |  |

Legenda
     La concorrente ha vinto la gara
     La concorrente è arrivata in finale, ma non ha vinto la gara
     La concorrente è arrivata in finale, ma è stata eliminata
     La concorrente ha vinto la sfida, si è esibita in playback e ha vinto
     La concorrente ha vinto la sfida, si è esibita in playback e ha perso
     La concorrente figura tra le prime ma non si è esibita in playback
     La concorrente è salva e accede alla puntata successiva (in ordine casuale)
     La concorrente figura tra le ultime ma non è a rischio eliminazione
     La concorrente figura tra le ultime ed è a rischio eliminazione
     La concorrente è stata eliminata

## Giudici
- RuPaul
- Michelle Visage
- Alan Carr
- Graham Norton

### Giudici ospiti
- Adwoa Aboah
- Katherine Ryan
- Kim Petras
- Motsi Mabuse
- Richard E. Grant
- Self Esteem
- Tom Daley

## Special Guest
In quest'edizione ci sono stati dei cameo celebrities, molti di quali concorrenti nelle passate edizioni di RuPaul's Drag Race, che però non sono stati giudici durante la puntata:
- Raven
- Jane McDonald
- Sinitta
- Aljaž Škorjanec
- Janette Manrara

## Riassunto episodi

### Episodio 1 –The Queens' Variety Show
Il primo episodio della seconda edizione internazionale si apre con l'ingresso delle concorrenti direttamente sul palcoscenico principale. La prima ad entrare è Tia Kofi, l'ultima è Gothy Kendoll. Prima del tradizionale arrivo di RuPaul, fa il suo ingresso nell'atelier una misteriosa concorrente, per poi scoprire che in realtà si tratta di Raven, seconda classificata nella seconda edizione statunitense e nella prima edizione All Stars, che partecipa a un cameo. RuPaul fa il suo ingresso dando il benvenuto alle concorrenti provenienti da diverse parti del mondo e annunciando che, in questa edizione, la vincitrice otterrà un premio in denaro del valore di 50000 £.
- La sfida principale: le concorrenti prendono parte al Queens' Variety Show, una gara di talenti, esibendosi davanti ai giudici. Mentre le concorrenti si stanno preparando, alcune discutono su come le amicizie nate durante le stagioni precedenti possono risultare un vantaggio o uno svantaggio durante l'eliminazione. Le concorrenti decidono di esibirsi nelle seguenti categorie:

| Concorrente                | Talento dell'esibizione         |
| -------------------------- | ------------------------------- |
| Choriza May                | Lip sync e ballo                |
| Scarlet Envy               | Canto                           |
| La Grande Dame             | Loop station                    |
| Gothy Kendoll              | Lip sync e mangiafuoco          |
| Marina Summers             | Lip sync e Silk Veil Poi        |
| Keta Minaj                 | Lip sync e ginnastica artistica |
| Mayhem Miller              | Tutorial di meditazione         |
| Hannah Conda               | Canto e pianoforte              |
| Jonbers Blonde             | Lip sync                        |
| Arantxa Castilla La Mancha | Cabaret                         |
| Tia Kofi                   | Canto                           |

Giudice ospite della puntata è Richard E. Grant. Il tema della sfilata è For Queen And Country, dove le concorrenti devono sfoggiare un abito ispirato alla cultura del loro paese di origine. Prima dei giudizi, RuPaul annuncia che, come nell'edizione precedente, le due concorrenti migliori si sfideranno nei Lip Sync for the World, con la vincitrice che riceve il potere di eliminare una delle concorrenti peggiori. RuPaul dichiara Keta, Jonbers, Arantxa, Tia e Hannah salve, e lascia le altre concorrenti sul palco per le critiche; dopodiché, dichiara Marina Summers e La Grande Dame le migliori della puntata, mentre Mayhem Miller e Gothy Kendoll sono le peggiori. Scarlet e Choriza si posizionano a metà e sono salve. Le concorrenti vengono mandate nel backstage per decidere chi verrà eliminata.
- L'eliminazione: Marina Summers e La Grande Dame si esibiscono in playback sulla canzone Dreamer dei Livin' Joy. Marina Summers viene dichiarata vincitrice del playback e rivela di aver scelto di eliminare Mayhem Miller dalla competizione.

### Episodio 2 –The Happy Ending Ball
Il secondo episodio inizia con le concorrenti che rientrano nell'atelier dopo l'eliminazione di Mayhem, che si congratulano con Marina per la prima vittoria dell'edizione. Intanto La Grande Dame rivela di aver scelto anche lei Mayhem come concorrente da eliminare, poiché voleva dare a Gothy una seconda opportunità.
- La mini sfida: le concorrenti devono rispondere a delle domande poste da Michelle Visage su quale tra loro risponda a determinate caratteristiche; la più nominata in una categoria sarà la migliore. La vincitrice della mini sfida è Arantxa Castilla La Mancha.

- La sfida principale: le concorrenti partecipano al The Happy Ending Ball, dove presenteranno tre look differenti; il terzo dovrà essere cucito e assemblato a mano. In quanto vincitrice della mini sfida, Arantxa ha 10 secondi di vantaggio per prendere i materiali per il terzo look. Le categorie sono:
  - Lady Prince Charming: un look che stravolga il prototipo del principe azzurro;
  - She-vil Queen: un look da regina cattiva delle fiabe;
  - From Drags to Riches Eleganza: un abito da principessa realizzato in giornata con scarti di diversi materiali, stoffe e parrucche.

Giudice ospite della puntata è Adwoa Aboah. RuPaul dichiara Jonbers, Tia, Scarlet e Gothy salve, e lascia le altre concorrenti sul palco per le critiche; dopodiché, dichiara La Grande Dame e Keta Minaj le migliori della puntata, mentre Choriza May e Arantxa Castilla La Mancha sono le peggiori. Marina e Hannah si posizionano a metà e sono salve. Le concorrenti vengono mandate nel backstage per decidere chi verrà eliminata.
- L'eliminazione: La Grande Dame e Keta Minaj si esibiscono in playback sulla canzone Everytime We Touch di Cascada. La Grande Dame viene dichiarata vincitrice del playback e rivela di aver scelto di eliminare Arantxa Castilla La Mancha dalla competizione.

### Episodio 3 –Drag Race World
Il terzo episodio inizia con le concorrenti che rientrano nell'atelier dopo l'eliminazione di Arantxa, con Choriza dispiaciuta per l'uscita di una sua carissima amica, ma al tempo stesso grata di essere stata salvata. Successivamente, Keta rivela di aver scelto proprio Choriza come concorrente da eliminare, il che porta a un confronto sulla strategia messa in atto dalle altre al momento dell'eliminazione.
- La sfida principale: le concorrenti, divise in squadre, devono creare delle esperienze immersive a tema Drag Race World. La Grande Dame, Keta Minaj e Choriza May, essendo state rispettivamente le migliori e una delle peggiori della puntata precedente, saranno i capitani e potranno scegliere i membri del proprio gruppo. Keta sceglie Tia e Marina, Dame sceglie Hannah e Jonbers, e infine Choriza sceglie Scarlet e Gothy, in quanto l'ultima rimasta.

| Team         | Concorrente    | Esperienza immersiva                    |
| ------------ | -------------- | --------------------------------------- |
| Team Keta    | Keta Minaj     | Ketamorphosis                           |
| Team Keta    | Marina Summers | Mabu-HAYYY!                             |
| Team Keta    | Tia Kofi       | UK,Hon?                                 |
| Team Dame    | La Grande Dame | Fraaance!                               |
| Team Dame    | Hannah Conda   | Conda's Cove                            |
| Team Dame    | Jonbers Blonde | The Patty Party                         |
| Team Choriza | Choriza May    | Inferno After-party                     |
| Team Choriza | Gothy Kendoll  | Get glam in the Werk Room               |
| Team Choriza | Scarlet Envy   | Lipsync for the World on the Main Stage |

Giudice ospite della puntata è Kim Petras. Il tema della sfilata è Ruveal Yourself, dove le concorrenti devono presentare più abiti sulla passerella attraverso la tecnica del trasformismo. RuPaul dichiara Marina, Hannah e Choriza salve, e lascia le altre concorrenti sul palco per le critiche; dopodiché, dichiara Scarlet Envy e Tia Kofi le migliori della puntata, mentre Keta Minaj e Jonbers Blonde sono le peggiori. Gothy e Dame si posizionano a metà e sono salve. Le concorrenti vengono mandate nel backstage per decidere chi verrà eliminata.
- L'eliminazione: Scarlet Envy e Tia Kofi si esibiscono in playback sulla canzone Future Starts Now di Kim Petras. Scarlet Envy viene dichiarata vincitrice del playback e rivela di aver scelto di eliminare Jonbers Blonde dalla competizione.

### Episodio 4 –Snatch Game
Il quarto episodio inizia con le concorrenti che rientrano nell'atelier dopo l'eliminazione di Jonbers, che si congratulano con Scarlet per la sua prima vittoria nel programma. Successivamente, Tia rivela di aver scelto anche lei Jonbers come concorrente da eliminare, poiché Keta stava andando meglio nella competizione; ciononostante, le altre sono rimaste comunque stupite dalla scelta di Tia di eliminare una sua connazionale.
- La sfida principale: le concorrenti prendono parte alla sfida più attesa di ogni stagione, lo Snatch Game, dove devono scegliere una celebrità e impersonarla per l'intero gioco, cercando di essere il più divertenti possibili. Come nell'edizione precedente, il format del gioco si basa sul gioco statunitense Family Feud, dove le concorrenti saranno divise in due "famiglie" capitanate rispettivamente da Jane McDonald e Sinitta, le partecipanti del gioco. Scarlet Envy, in quanto vincitrice della puntata precedente, può scegliere i membri della sua "famiglia". Le celebrità scelte dalle concorrenti sono state:

| Famiglia      | Concorrenti    | Celebrità impersonata |
| ------------- | -------------- | --------------------- |
| Jane McDonald | Gothy Kendoll  | Kim Woodburn          |
| Jane McDonald | Keta Minaj     | Fran Drescher         |
| Jane McDonald | La Grande Dame | Carla Bruni           |
| Jane McDonald | Marina Summers | Manny Pacquiao        |
| Sinitta       | Choriza May    | Caterina d'Aragona    |
| Sinitta       | Hannah Conda   | Shirley Temple        |
| Sinitta       | Scarlet Envy   | Statua della Libertà  |
| Sinitta       | Tia Kofi       | Anna Bolena           |

Giudice ospite della puntata è Tom Daley. Il tema della sfilata è Gone Cruisin' , dove le concorrenti devono sfoggiare un abito d'ispirazione nautica e marinaresca. RuPaul dichiara Choriza e Marina salve, e lascia le altre concorrenti sul palco per le critiche; dopodiché, dichiara Tia Kofi e Hannah Conda le migliori della puntata, mentre Gothy Kendoll e Keta Minaj sono le peggiori. Scarlet e Dame si posizionano a metà e sono salve. Le concorrenti vengono mandate nel backstage per decidere chi verrà eliminata.
- L'eliminazione: Tia Kofi e Hannah Conda si esibiscono in playback sulla canzone Crying at the Discoteque degli Alcazar. Tia Kofi viene dichiarata vincitrice del playback e rivela di aver scelto di eliminare Keta Minaj dalla competizione.

### Episodio 5 -Seven!: The Rusical
Il quinto episodio si apre con le concorrenti che rientrano nell'atelier dopo l'eliminazione di Keta, ancora scioccate per la sua dipartita dal momento che si trattava di una delle concorrenti più competitive. Successivamente, Hannah rivela di aver scelto Gothy come concorrente da eliminare, in quanto secondo lei non sta applicando le critiche che le sono state fatte in passato dai giudici. 
- La mini sfida: le concorrenti devono "leggersi" a vicenda, ovvero dire qualcosa di cattivo ma facendolo in modo scherzoso. La vincitrice della mini sfida è Tia Kofi.

- La sfida principale: le concorrenti devono scrivere, produrre e coreografare il musical Seven-Confessions of a Drag Queen, ispirato al musical britannico Six. Ogni concorrente avrà a disposizione un verso con un genere musicale differente sul quale scrivere il loro pezzo, ispirandosi al proprio percorso all'interno dello show, per poi cantarlo dal vivo davanti ai giudici. Avendo vinto la mini sfida, Tia ha potuto assegnare i versi della sfida. Una volta scritto il pezzo, le concorrenti raggiungono Self Esteem per prepararsi all'esibizione canora e, successivamente, si recano sul palcoscenico principale per organizzare la coreografia.

Giudice ospite della puntata è Self Esteem. Il tema della sfilata è When I Glow Up, dove le concorrenti possono aggiornare un look della loro stagione che non era piaciuto molto. Dopo la sfilata e le critiche dei giudici, RuPaul dichiara Marina Summers e Tia Kofi le migliori della puntata, mentre Choriza May e Gothy Kendoll sono le peggiori. Scarlet, Hannah e Dame si posizionano a metà e sono salve. Le concorrenti vengono mandate nel backstage per decidere chi verrà eliminata.
- L'eliminazione: Marina Summers e Tia Kofi si esibiscono in playback sulla canzone Fucking Wizardry di Self Esteem. Marina Summers viene dichiarata vincitrice del playback e rivela di aver scelto di eliminare Gothy Kendoll dalla competizione.

### Episodio 6 -Strictly Come Prancing
Il sesto episodio si apre con le concorrenti che rientrano nell'atelier dopo l'eliminazione di Gothy, dispiaciute per la sua uscita, ma consapevoli che era ormai arrivato per lei il momento di andarsene. Successivamente, Tia rivela di aver scelto anche lei Gothy come concorrente da eliminare, poiché ritiene che quest'ultima ha ancora bisogno di tempo per migliorare come artista drag.
- La sfida principale: le concorrenti, divise in coppie, devono esibirsi in diversi stili di ballo da sala per il format Strictly Come Prancing, parodia del programma Strictly Come Dancing; inoltre, le concorrenti dovranno esibirsi per metà in drag maschile e per l'altra metà in drag femminile. Avendo vinto la puntata precedente, Marina ha potuto formare le coppie e assegnare gli stili di ballo a ciascuna di esse. Successivamente, le concorrenti tornano sul palco principale, dove i ballerini Aljaž Škorjanec e Janette Manrara insegnano loro la coreografia.

| Concorrente    | Stile di ballo |
| -------------- | -------------- |
| Hannah Conda   | Samba          |
| Marina Summers | Samba          |
| Choriza May    | Tango          |
| Scarlet Envy   | Tango          |
| La Grande Dame | Quickstep      |
| Tia Kofi       | Quickstep      |

Giudice ospite della puntata è Motsi Mabuse. Il tema della sfilata è Business In The Front, Party In The Back, dove le concorrenti devono sfoggiare un abito diviso a metà, che sia normale davanti e stravagante dietro. Dopo la sfilata e le critiche dei giudici, RuPaul dichiara Marina Summers e Hannah Conda le migliori della puntata, mentre Scarlet Envy e Choriza May sono le peggiori. Dame e Tia si posizionano a metà e sono salve. Le concorrenti vengono mandate nel backstage per decidere chi verrà eliminata.
- L'eliminazione: Marina Summers e Hannah Conda si esibiscono in playback sulla canzone Release Me di Agnes. Marina Summers viene dichiarata vincitrice del playback e rivela di aver scelto di eliminare Choriza May dalla competizione.

### Episodio 7 -Haters Wedding Roast
Il settimo episodio si apre con le concorrenti che rientrano nell'atelier dopo l'eliminazione di Choriza, dispiaciute per la sua uscita pur sapendo che era arrivato il suo momento, mentre Scarlet è grata di essere stata salvata ed è determinata a non finire più tra le peggiori. In seguito, Hannah rivela di aver scelto invece Scarlet come concorrente da eliminare, perché ha ritenuto le motivazioni per restare in gara di Choriza più convincenti di quelle di Scarlet.
- La mini sfida: le concorrenti, in drag da addio al nubilato, prendono parte ad una versione musicale del gioco Un, due, tre, stella!, in cui ogni volta che la musica si ferma dovranno fare una posa funky con l'obiettivo di superare il maggior numero di round possibili. La vincitrice della mini sfida è Hannah Conda.

- La sfida principale: le concorrenti prendono parte al Haters Wedding Roast, dove dovranno prendere in giro in maniera scherzosa le concorrenti e i giudici, sotto forma di discorso da damigella d'onore in occasione del finto matrimonio tra Michelle Visage e Graham Norton. Avendo vinto la mini sfida, Hannah Conda decide l'ordine di esibizione che è: Hannah, Dame, Marina, Scarlet e Tia. Una volta scritte le battute, le concorrenti raggiungono il palcoscenico principale, dove Katherine Ryan offre loro consigli su come eccellere in una sfida comica.

Giudice ospite della puntata è Katherine Ryan. Il tema della sfilata è Take Me Up The Aisle, dove le concorrenti devono sfoggiare un abito da sposa. Dopo la sfilata e le critiche dei giudici, RuPaul dichiara Hannah Conda e Tia Kofi le migliori della puntata e accedono alla finale, mentre tutte le altre sono automaticamente a rischio eliminazione. Le concorrenti vengono mandate nel backstage per decidere chi verrà eliminata. 
- L'eliminazione: Hannah Conda e Tia Kofi vengono chiamate ad esibirsi con la canzone Euphoria di Loreen. Hannah Conda viene dichiarata vincitrice del playback e rivela di aver scelto di eliminare Scarlet Envy dalla competizione.

### Episodio 8 -Grand Finale
L'ottavo ed ultimo episodio di quest'edizione inizia con le concorrenti che, dopo l'annuncio delle quattro finaliste, discutono su chi riuscirà a vincere l'edizione e su chi sarà proclamata la nuova Drag Superstar mondiale. Inoltre, Tia rivela di aver scelto anche lei Scarlet Envy come concorrente da eliminare, poiché il suo andamento nella gara era peggiore rispetto a quello delle altre. 
Per la sfida finale, le concorrenti dovranno esibirsi in un mini-torneo di playback chiamati Lipsync Smackdown For The Crown, in cui due concorrenti dovranno scontrarsi in un playback ed, alla fine, le concorrenti che hanno superato i playback iniziali dovranno esibirsi in un playback finale e da lì sarà proclamata la vincitrice dell'edizione. Ma prima del torneo, tutte le concorrenti si riuniscono insieme a Michelle Visage per parlare della loro esperienza nello show, discutendo di quali sono stati i loro momenti migliori, le sfide più difficili e le eliminazioni effettuate dalle concorrenti durante lo show. Inoltre viene eletta la Miss Simpatia di quest'edizione, che è stata scelta dalle concorrenti. A vincere il titolo è stata Arantxa Castilla La Mancha. In seguito, tutte le concorrenti sfilano sul palcoscenico principale con il loro abito migliore, nella categoria Finale Eleganza Extravaganza.
Successivamente, la ruota dei playback sceglie casualmente il nome di Marina Summers, che decide di sfidare nel primo duello Hannah Conda, mentre Tia Kofi e La Grande Dame sono abbinate per il secondo duello. Hannah Conda e Marina Summers si esibiscono in playback con la canzone I'm Outta Love di Anastacia. Hannah Conda riesce a passare alla sessione finale, mentre Marina Summers viene eliminata. Tia Kofi e La Grande Dame si esibiscono in playback con la canzone Boogie 2Nite delle Booty Luv. Tia Kofi riesce a passare alla sessione finale, mentre La Grande Dame viene eliminata.
Nel duello finale, Tia Kofi e Hannah Conda si esibiscono in playback con la canzone Your Disco Needs You di Kylie Minogue. Dopo l'esibizione, RuPaul dichiara Tia Kofi vincitrice della seconda edizione di RuPaul's Drag Race: UK vs the World.